# Osvaldo Abel López

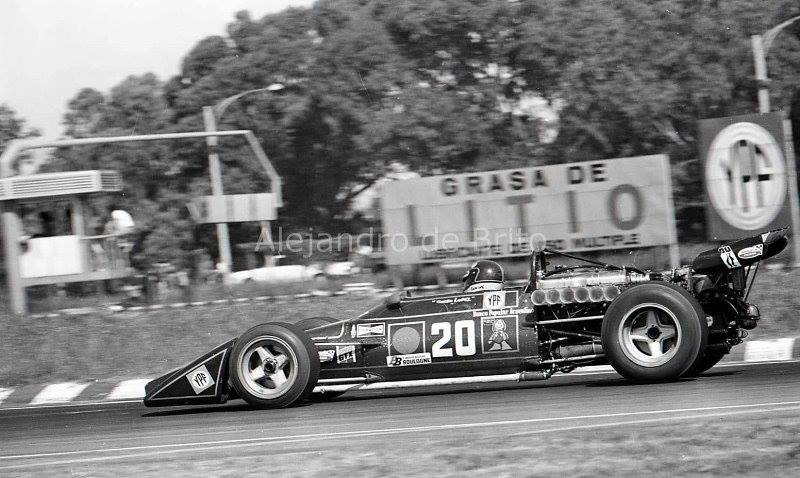
Cocho López en Fórmula 1 Mecánica Argentina 1973.

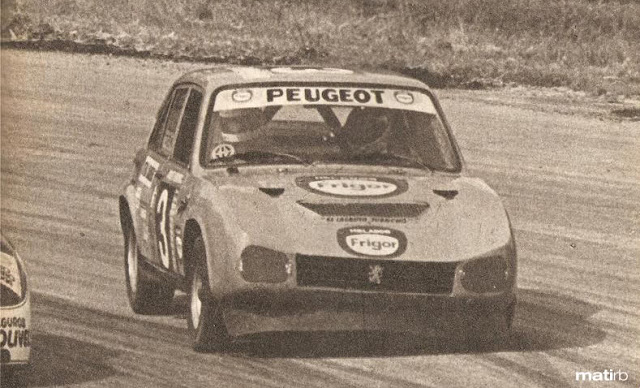
Cocho López conduciendo un 504 en 1979.

Osvaldo Abel López (Buenos Aires, 3 de diciembre de 1947), conocido popularmente como Cocho López, es un expiloto argentino de automovilismo. 
Reconocido a nivel nacional, fue campeón de TC 2000 en el Torneo Presentación del año 1979, a bordo de un Peugeot 504. Compitió en esta categoría, donde también fue subcampeón en 1990 con Fiat Regatta, en Turismo Carretera, en el Club Argentino de Pilotos, en Turismo Nacional y otras categorías nacionales. Tuvo también participaciones internacionales, al competir en Fórmula 2 Europea, en Superturismo Sudamericano y en Sport Prototipo. También fue tricampeón del Club Argentino de Pilotos en 1985, 1986 y 1987. A finales de su carrera, decidió convertirse en defensor de la marca Alfa Romeo al competir en el STS con un Alfa Romeo 156 y en TC 2000 con un Alfa Romeo 146, capitaneando el primer equipo oficial de la marca en esta categoría.
También, tuvo a su cargo el padrinazgo de la carrera deportiva de su hijo Juan Manuel López (Cochito) a quien lo dirigió en TC 2000 y TRV6. Por último, tuvo a su cargo la dirección deportiva del equipo River Plate Motorsports del Top Race V6, club de fútbol del cual es simpatizante. En su equipo de TRV6, además de dirigir a Cochito, también tuvo como pilotos a campeones como Juan María Traverso, Oscar Larrauri y Julio Catalán Magni.

## Carrera deportiva
- 1967-69: Turismo Mejorado Anexo J (Peugeot 404)
- 1970: TN (Peugeot 504) - Sport Prototipo (Ford)
- 1971: TN (Peugeot 504) - TC (IKA Torino) - Fórmula 2 (Martos-Peugeot)
- 1972: TN (Peugeot 504) - Campeón Fórmula 2 Nacional (Martos-Peugeot)
- 1973: TN (Peugeot 504) - F2 (Martos-Peugeot) - SP (McLaren-Ford), F1 Mec. Nacional (McLaren-Ford), TN (Fiat Coupé 125)
- 1974/75: TN (Fiat Coupé 125) - F2 (Avante-Fiat)
- 1976: TN (Peugeot 504)
- 1977: TN (Peugeot 504)
- 1978: TN (Peugeot 504)
- 1979: Campeón Torneo Presentación TC 2000 (Peugeot 504) - TN (Peugeot 504) - F2 Europea (March-Hart)
- 1980: TC 2000 (Peugeot 504) - TN (Peugeot 504)
- 1981: TC 2000 (Peugeot 504) - T. Pista (Peugeot 504) - Rally (Peugeot 504)
- 1982: TC 2000 (Peugeot 504) - Club Argentino de Pilotos (Datsun 280 ZX)
- 1983: Club Argentino de Pilotos (Datsun 280 ZX)
- 1984: Rally (Peugeot 504) - Club Argentino de Pilotos (Datsun 280 ZX)
- 1985: Campeón CAP (Datsun 280 ZX) - TC 2000 (Ford Taunus)
- 1986: Campeón CAP (Nissan 300 ZX) - TC 2000 (Renault Fuego)
- 1987: Campeón CAP (Nissan 300 ZX) - TC 2000 (Renault Fuego)
- 1988: TC 2000 (Renault Fuego) - TC (Dodge Polara)
- 1989: TC 2000 (Fiat Regatta) - TC (Dodge Polara)
- 1990: Subcampeón TC 2000 (Fiat Regatta) - TC (Chevrolet Chevy)
- 1991: TC 2000 (Fiat Regatta) - TC (Chevrolet Chevy)
- 1992/93: TC (Chevrolet Chevy)
- 1994: TC 2000 (Renault Fuego y Ford Sierra) - TC (Chevrolet Chevy)
- 1995: TC (Chevrolet Chevy)
- 1996: TC 2000 (Chevrolet Vectra) - TC (Chevrolet Chevy)
- 1997: Subcampeón ST Sudamericano (Alfa Romeo 155) - TC (Ford Falcon)
- 1998: ST Sudamericano (Alfa Romeo 155)
- 1999: ST Sudamericano (Alfa Romeo 156)
- 2000: Subcampeón ST Sudamericano (Alfa Romeo 156)
- 2001: TC 2000 (Alfa Romeo 146)
- 2002: TC 2000 (Alfa Romeo 146)
- 2003: TC (Ford Falcon)
- [1]

## Resultados

### Turismo Competición 2000
| Año  | Equipo       | Auto           | 1   | 2   | 3     | 4     | 5   | 6    | 7   | 8    | 9      | 10     | 11  | 12  | 13    | 14    | Res. | Puntos |
| ---- | ------------ | -------------- | --- | --- | ----- | ----- | --- | ---- | --- | ---- | ------ | ------ | --- | --- | ----- | ----- | ---- | ------ |
| 2001 |              |                | RAF | RC  | BB    | SJU I | PAR | BA I | OBE | AG I | SJO    | SJU II | MDA | RES | AG II | BA II | 20.º | 10     |
| 2001 | Alfa Squadra | Alfa Romeo 146 | Ret | 15  | 20†   |       | Ret | Ret  |     | 5    | NC     | 21     | Ret |     | 18†   | 9     | 20.º | 10     |
| 2002 |              |                | GR  | RC  | SJU I | BB    | RES | OBE  | AG  | SAL  | SJU II | PAR    | BA  | SRA | PIG   | MDP   | 28.º | 2      |
| 2002 | CL Racing    | Alfa Romeo 146 | Ret | Ret | Ret   | 9     | Ret | Ret  | NL  |      |        | Ret    | NL  |     | Ret   | 13    | 28.º | 2      |

## Carrera Periodística
- 2013-2014: Conductor de AUTOSXTV (El Garage TV).
- 2009-2014: Columnista en C5N.
- 1990-...: Columnista en Videomatch.

Actualmente conduce Grandes Campeones por la pantalla de El Garage TV, junto a Juan María Traverso, Guillermo Fausto Maldonado, Gabriel Rodolfo Raies e invitados especiales como ex pilotos, preparadores y también chasistas.

## Palmarés
| Título     | Especialidad              | Marca          | Año                      |
| ---------- | ------------------------- | -------------- | ------------------------ |
| Campeón    | Fórmula 2 Nacional        | Martos-Peugeot | 1972                     |
| Campeón    | TC 2000                   | Peugeot 504    | Torneo Presentación 1979 |
| Campeón    | Club Argentino de Pilotos | Datsun 280 ZX  | 1985                     |
| Campeón    | Club Argentino de Pilotos | Nissan 300 ZX  | 1986                     |
| Campeón    | Club Argentino de Pilotos | Nissan 300 ZX  | 1987                     |
| Subcampeón | TC 2000                   | Fiat Regatta   | 1990                     |
| Subcampeón | Superturismo Sudamericano | Alfa Romeo 155 | 1997                     |
| Subcampeón | Superturismo Sudamericano | Alfa Romeo 156 | 2000                     |

- [1]